# .by
.byは国別コードトップレベルドメイン（ccTLD）の一つで、ベラルーシに割り当てられている。
現在はBelarusian Cloud Technologies LLCによって管理されている。